# 김지연 (1989년)
김지연(1989년 11월 20일 - )은 대한민국의 유도 선수이다. 계급은 78kg 초급이다.

## 경력
2007년 아시아 주니어 78kg 초급으로 3위를 차지했다. 2008년 세계 주니어에서는 준결승에서 타치모토 아이에게 합기로 패해 3위였다. 2011년 유니버시아드 무차별로 우승하자 현지에서 개최된 월드컵 수원에서도 우승했다. 2012년에는 동아시아 선수권이나 월드컵 울란바토르에서도 우승했지만, 보다 활약하고 있던 김예영이 있었기 때문에 런던 올림픽에는 출전할 수 없었다. 2013년 그랜드 슬램 파리에서는 3위를 차지했다. 2014년 현지에서 개최된 그랑프리 제주에서 IJF 월드 유도 투어 첫 우승을 장식했다. 2015년에는 현지에서 개최된 유니버시아드 무차별로 우승했다. 2016년에는 그랑프리 뒤셀도르프에서 3위, 그랑프리 삼성에서 우승했지만 리오데자네이루 올림픽에는 보다 활약했던 김주정이 있었기 때문에 출전하지 못했다. 2017년 유니버시아드에서는 무차별 결승에서 이노우에 아카리에게 반칙 지고, 이번 대회 3번째 우승은 안 됐다.